# Seeing Blind
"Seeing Blind" é uma canção do cantor irlandês Niall Horan e da cantora estadunidense Maren Morris, gravada para o álbum de estreia de Horan Flicker (2017). Foi escrita por Horan, Ruth-Anne Cunningham e Matthew Smith Radosevich, e foi produzida por Jacquire King. Foi enviada para as estações de rádios mainstream da Austrália em 1 de junho de 2018, servindo como quinto e último single do álbum.

## Composição
Foi escrita por Horan, Ruth-Anne Cunningham e Matthew Smith Radosevich, enquanto sua produção foi realizada por Jacquire King. O single é composto em Lá maior com uma velocidade de 94 batidas por minuto.

## Videoclipe
Um videoclipe acústico oficial foi lançado em 4 de junho de 2018. Abby Jones, da Billboard, disse que "[o] vídeo acústico vê Horan e Morris em um aconchegante e acolhedor estúdio, que serve como cenário visual perfeito para a jam de amor country-pop. Horan se afasta quando começa a música, mas não demorou muito para Maren se juntar a ele em uma harmonia feliz que quase soa melhor do que a versão original."

## Desempenho nas tabelas musicais
| Tabela musical (2018) | Melhor posição |
| --------------------- | -------------- |
| Irlanda (IRMA)        | 68             |